# 張俊彦
張 俊彦（チャン・チュンイェン、Chang Chun Yen、1967年9月29日 - ）は科学教育者。台湾で科学教育を研究している。国立台湾師範大学（NTNU）の主任教授で科学教育センター（NTNU）のセンター長を務めている。また、台北医学大学で客員教授として教鞭をとっている。2013年8月から2014年2月には、科技部の海外短期研究プロジェクトの資金によってパリ8大学（フランス）で6ヶ月間研究を行っていた。過去2年間では、香港教育学院とパリ8大学の客員教授を務めた。

## 学歴
- 1994年6月〜1996年8月: 米国テキサス大学オースティン校、Ph.D.（科学教育）
- 1992年8月〜1994年5月: テキサス大学オースティン校、M.Ed.（科学教育）
- 1985年8月〜1990年6月: 国立台湾師範大学、B.S.（地球科学）

## 職歴
- 国立台湾師範大学(NTNU)主任教授（2013年8月から現在に至る）
- 国立台湾師範大学(NTNU)科学教育センター長（2006年8月から現在に至る）
- 台北医学大学客員教授（2012年8月から現在まで）
- Journal of Research in Science Teachingの副編集長（2015年1月から現在に至る）
- Journal of Geoscience Educationの副編集長（2009年4月から現在に至る）
- Studies in Science Educationの編集諮問委員会委員（2013年から現在に至る）
- Eurasia Journal of Mathematics, Science and Technology Educationの編集委員会委員（2005年から現在に至る）
- Learning, Media & Technologyの学習の編集委員会委員（2001年から現在に至る）[3]
- 韓国の国家カリキュラム改革委員会諮問委員会委員（2014年5月から現在に至る）
- 台湾科学教育協会会長（2010年-2012年）
- テキサス大学オースティン校科学・数学教育センター上級研究員（2005年1月から2005年7月）

## プロフェッショナル賞
- 2013：教育省の学術賞（社会科学）＆優れた技術移転への貢献に対する国家科学委員会賞受賞
- 2003, 2009, 2012：国家科学委員会優秀研究賞受賞
- 2008：「サイエンス50」 国家科学委員会50周年記念（科学教育）受賞：国家科学委員会の50周年を記念して最も顕著な50の科学的成果に送られた賞である。“The ability to solve science problems and opening automatic evaluation system for science study and examination,”がこの賞に選ばれた。
- Marquis Who's Who in the World (24th-27th Editions), Who's Who in Science and Engineering (10th and 11th Edition), Who's Who in America (2009), Special 30th Pearl Anniversary Edition of Who's Who in the World (2013)に記載されました。

## 専門知識の領域
科学教育、デジタル学習、学際的な科学学習、科学コミュニケーション
教育モデル、学習成果、問題解決能力と自動採点システム、科学学習環境、カリキュラム標準と科学教育の目標、科学学習のメカニズム、教師教育と教育に埋め込まれた技術。

## 活動
- テキサスのA&M大学、カーネギーメロン大学、ミシガン大学、アンカレッジのアラスカ大学、香港教育学院で教授昇進のためのレフェリー。
- オーストラリアにある博士論文委員会のメンバー。
- 招待講演で、米国、英国、フランス、ドイツ、スウェーデン、中国、日本、韓国、シンガポール、香港、内蒙古自治区、トルコ、フィリピン、オマーン、インドなどの国々を訪問。
- 国際地学オリンピック（IESO）諮問委員会の長期メンバー。2009年には、台湾で第3回IESOを主催。2007年から、台湾IESO組織のプロジェックディレクターとして活動。台湾から参加した学生は、この7年間、毎回金メダルを授与されている。
- 1998年以来、40以上の国家科学委員会のプロジェクトに参加し、科学教育のNSC部門に長期的なプロジェクトレビューアとして勤めた。さらに2011年からは、科学教育の優等研究センター(CRESE)のプロジェクトディレクターを務めている。台湾師範大学の科学教育センター代表として欧州連合(EU)のオープンサイエンス資源プロジェクト（非EUエリアのための2つのサブプロジェクト中の一つ）、イスラエル科学財団及び韓国の国立研究財団によるレビュー研究プロジェクトに参加。

## メディア出演
- 2012: Business Todayによる独占インタビュー　タイトル「もっと好奇心を起動！師範大学は次のアインシュタインを助けます」が第801号に掲載。
- 2009：New Scientistによる独占インタビュー タイトル「記憶とIQの遺伝子は学生に低い成績を与える」
- 2009：EBCとCtiTVのシリーズ番組「NSCの50の偉大な成果について」
- 2005 & 2006：科学学習の環境を研究したシリーズが科学教育で出版。2007年に科学開発ジャーナルの「台湾の新発見」セクションで報告された。

張は葉廷光教授らと共同で脳と認知に関するCOMT研究論文を発表。この研究は学生の遺伝子と学習成果との関係を分析するという世界初の先駆的な研究。この研究を発表した後、すぐに2013年2月のニューヨーク・タイムズで詳細が報告されるとともに、New Scientistのオンラインレポートにも掲載された。